# Plexaura valenciennesi
Plexaura valenciennesi is een zachte koraalsoort uit de familie Plexauridae. De koraalsoort komt uit het geslacht Plexaura. Plexaura valenciennesi werd in 1889 voor het eerst wetenschappelijk beschreven door Wright & Studer. 